# مهمت صدف
مهمت صدف (انگلیسی: Mehmet Sedef؛ زادهٔ ۵ اوت ۱۹۸۷) بازیکن فوتبال اهل ترکیه است.
از باشگاه‌هایی که در آن بازی کرده‌است می‌توان به باشگاه فوتبال آلتای اسپور، باشگاه ورزشی گنچلربیرلیغی، باشگاه فوتبال آنتالیااسپور، باشگاه فوتبال غازی عینتاب‌اسپور، باشگاه فوتبال چای‌کار ریزه‌اسپور، باشگاه فوتبال قونیه‌اسپور، باشگاه فوتبال آدانااسپور، و باشگاه فوتبال بشیکتاش اشاره کرد.
وی همچنین در تیم‌های ملی فوتبال Turkey national under-19 football team و زیر ۲۰ سال ترکیه بازی کرده‌است.